# The Elephant in the Room
The Elephant in the Room – ósmy studyjny album latynoskiego rapera Fat Joego.

## Lista utworów
| #  | Tytuł                                                     | Producent(ci)              | Czas | Sample                                                        |
| -- | --------------------------------------------------------- | -------------------------- | ---- | ------------------------------------------------------------- |
| 1  | "The Fugitive"                                            | StreetRunner               | 3:58 | Linda Jones "Fugitive From Love"                              |
| 2  | "Ain’t Sayin’ Nothin’" (feat. Dre & Plies)                | Cool & Dre                 | 3:38 |                                                               |
| 3  | "The Crackhouse" (feat. Lil Wayne)                        | Steve Morales              | 3:33 | Gene Chandler "Duke Of Earl", Cypress Hill "Hand On The Pump" |
| 4  | "Cocababy" (feat. Jackie Rubio)                           | Danja                      | 3:26 |                                                               |
| 5  | "Get It for Life" (feat. Pooh Bear)                       | DJ Khaled                  | 3:28 |                                                               |
| 6  | "Drop" (feat. Jackie Rubio & Swizz Beatz)                 | Swizz Beatz                | 3:00 |                                                               |
| 7  | "I Won't Tell" (feat. J. Holiday)                         | LV, Sean C, & Mario Winans | 3:47 |                                                               |
| 8  | "K.A.R. (Kill All Rats)"                                  | StreetRunner               | 4:00 | Marlena Shaw "Women Of The Ghetto"                            |
| 9  | "300 Brolic" (feat. Opera Steve)                          | LV & Sean C                | 3:11 | Tyler Bates "Returns A King", Scena wojny z filmu pt. "300"   |
| 10 | "Preacher on a Sunday Morning" (feat. Pooh Bear)          | Scott Storch               | 3:28 |                                                               |
| 11 | "My Conscience" (feat. KRS-One)                           | The Alchemist              | 4:11 | Bob James "Nautilus"                                          |
| 12 | "That White"                                              | DJ Premier                 | 3:12 | The Eleventh Hour "Nasty", DJ Khaled "Brown Paper Bag"        |
| *  | Whatchuu Got (feat. Rick Ross & Oz Fox) (utwór dodatkowy) | The Runners                | 4:20 |                                                               |

## Notowania albumu
| Lista (2008)                          | Pozycja |
| ------------------------------------- | ------- |
| U.S. Billboard 200                    | 6       |
| U.S. Billboard Top R&B/Hip-Hop Albums | 3       |